# Spring Creek (Nevada)
Spring Creek é uma Região censo-designada localizada no estado americano de Nevada, no Condado de Elko.

## Demografia
Segundo o censo americano de 2000, a sua população era de 10.548 habitantes.

## Geografia
De acordo com o United States Census Bureau tem uma área de
152,0 km², dos quais 151,9 km² cobertos por terra e 0,1 km² cobertos por água.

## Localidades na vizinhança
O diagrama seguinte representa as localidades num raio de 68 km ao redor de Spring Creek.